# Stiglers lag
Stiglers lag säger att inget fenomen blir uppkallat efter den egentliga upptäckaren. Lagen är namngiven efter statistikprofessorn Stephen Stigler från University of Chicago, USA, som diskuterade processen i sin publikation Stigler’s law of eponymy från 1980.
Bland vanliga exempel finns Hubbles lag (först härledd av Georges Lemaître två år före Edwin Hubble), Pythagoras sats (känd redan av babylonierna) och Halleys komet (känd åtminstone sedan år 240 f.Kr.). Stiglers lag var i sig omskriven långt före Stigler.